# 2016年莫斯科孩童斬首案

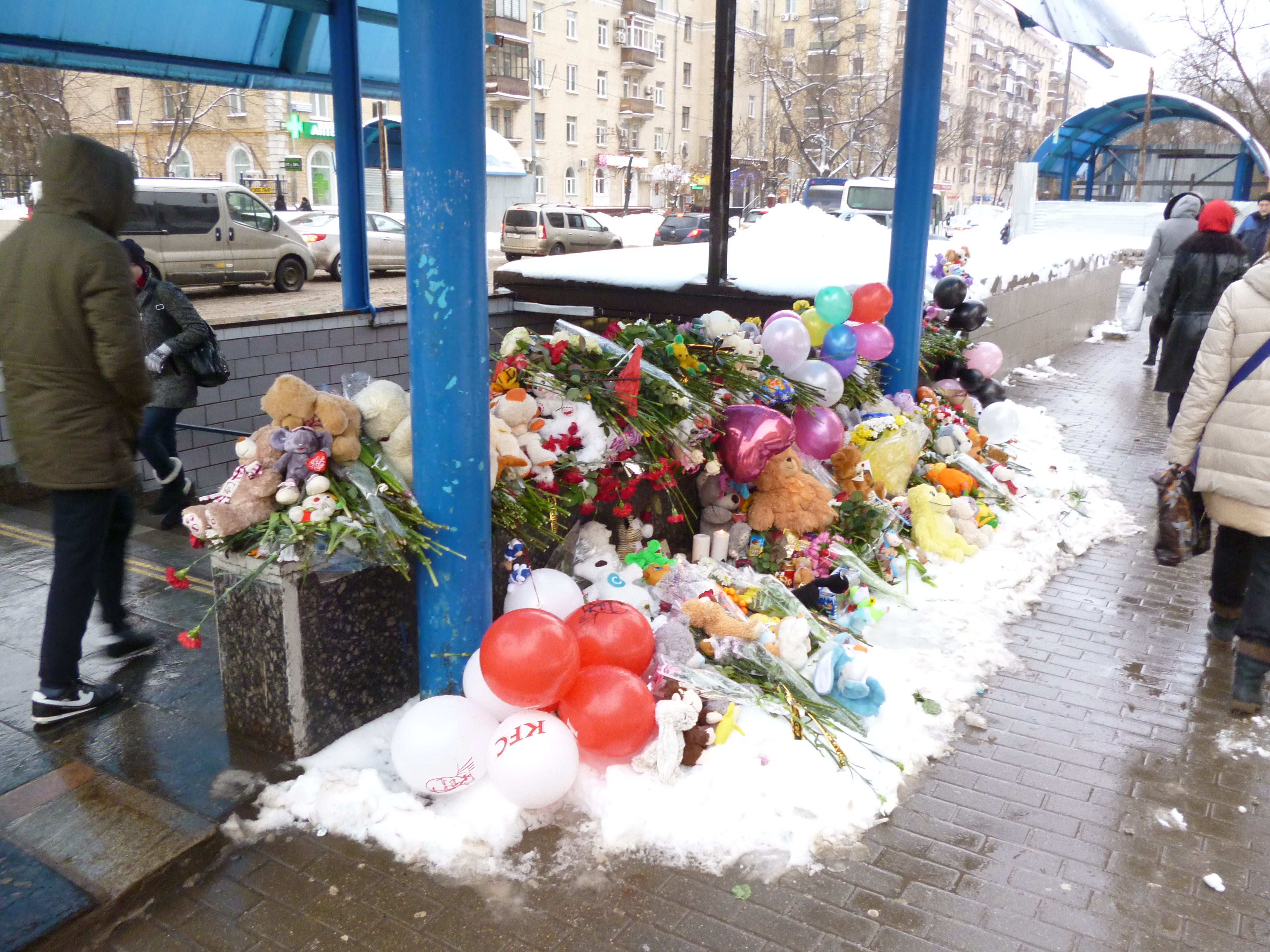
莫斯科地鐵十月平原站出口旁悼念受害者的物品

莫斯科孩童斩首案（俄語：Убийство Анастасии Мещеряковой），是指發生於2016年2月29日，在俄羅斯首都莫斯科的一件命案。一名1977年生的乌兹别克斯坦女子波波库洛娃（Гюльчехрой Бобокулова），在莫斯科地鐵十月平原站出口附近，高舉一名女童頭顱，口中並高喊真主至大，民眾見狀即刻報警，該女子被警方帶回偵訊。稍後警方證實，案發前稍早在郊區的一起民宅火災，發現了4歲女童娜斯佳（Настя）的無頭屍體，而波波库洛娃正是她的保母。
2016年3月1日，克里姆林宫下令禁止電視台播出女童被斬首的畫面，理由是人道主義立場，且女童被殺的畫面太可怕。
2016年4月27日，由於收到乌兹别克斯坦提供的報告，指出波波库洛娃在該國曾有就醫確診為精神分裂症，且有多次送醫的紀錄，俄羅斯執法當局因此將她關押在布提爾卡監獄內高度戒備的精神病醫院，同時再度進行精神評估。不過，監獄管理局的發言人以保密為由，拒絕透露波波库洛娃的精神評估分數。
波波库洛娃被申請關押的期限到2016年5月29日為止。在此之前，莫斯科法庭必須做出裁定是否延長關押。因為谢尔布斯基中心（舊稱谢尔布斯基研究所）的專家已在5月中鑑定完畢，確認波波库洛娃為精神分裂症患者，所以法官必須決定是否採納專家意見。如果採納，波波库洛娃將不會接受謀殺案的任何審判，同時也不能再繼續拘留關押，至多收容在精神病醫院中隔離治療，每半年評估狀況。